# 蓋瑟爾施泰因山
47°33′42″N 10°49′48″E / 47.56167°N 10.83000°E

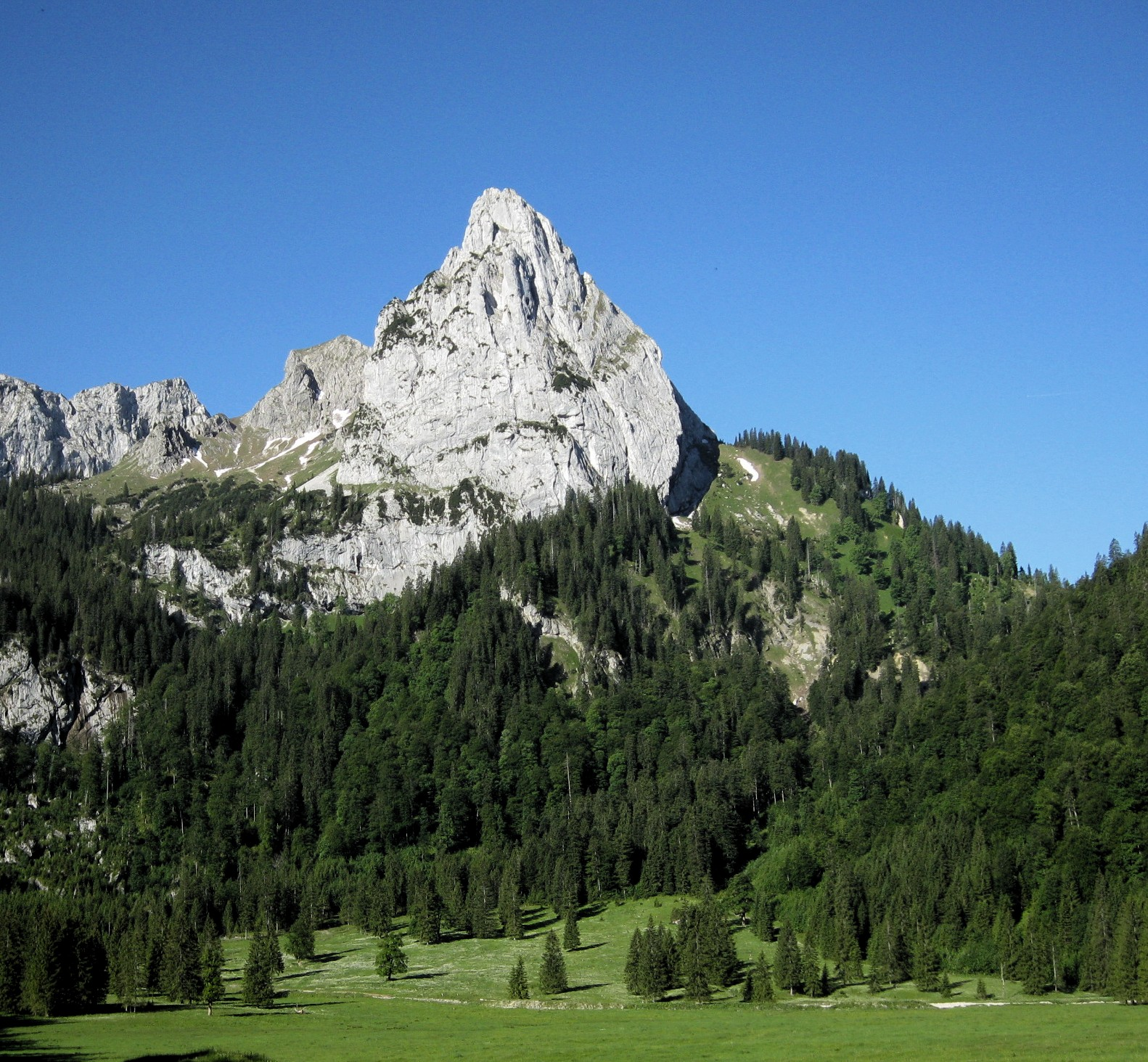

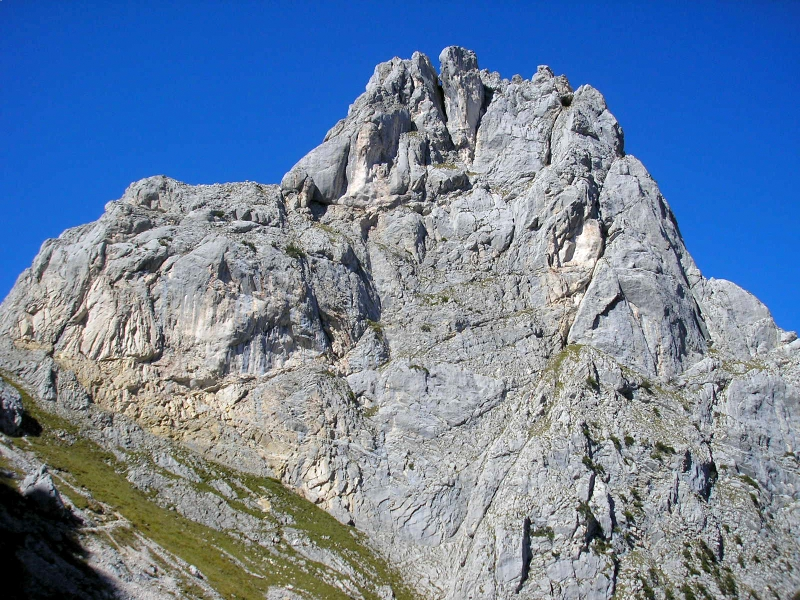

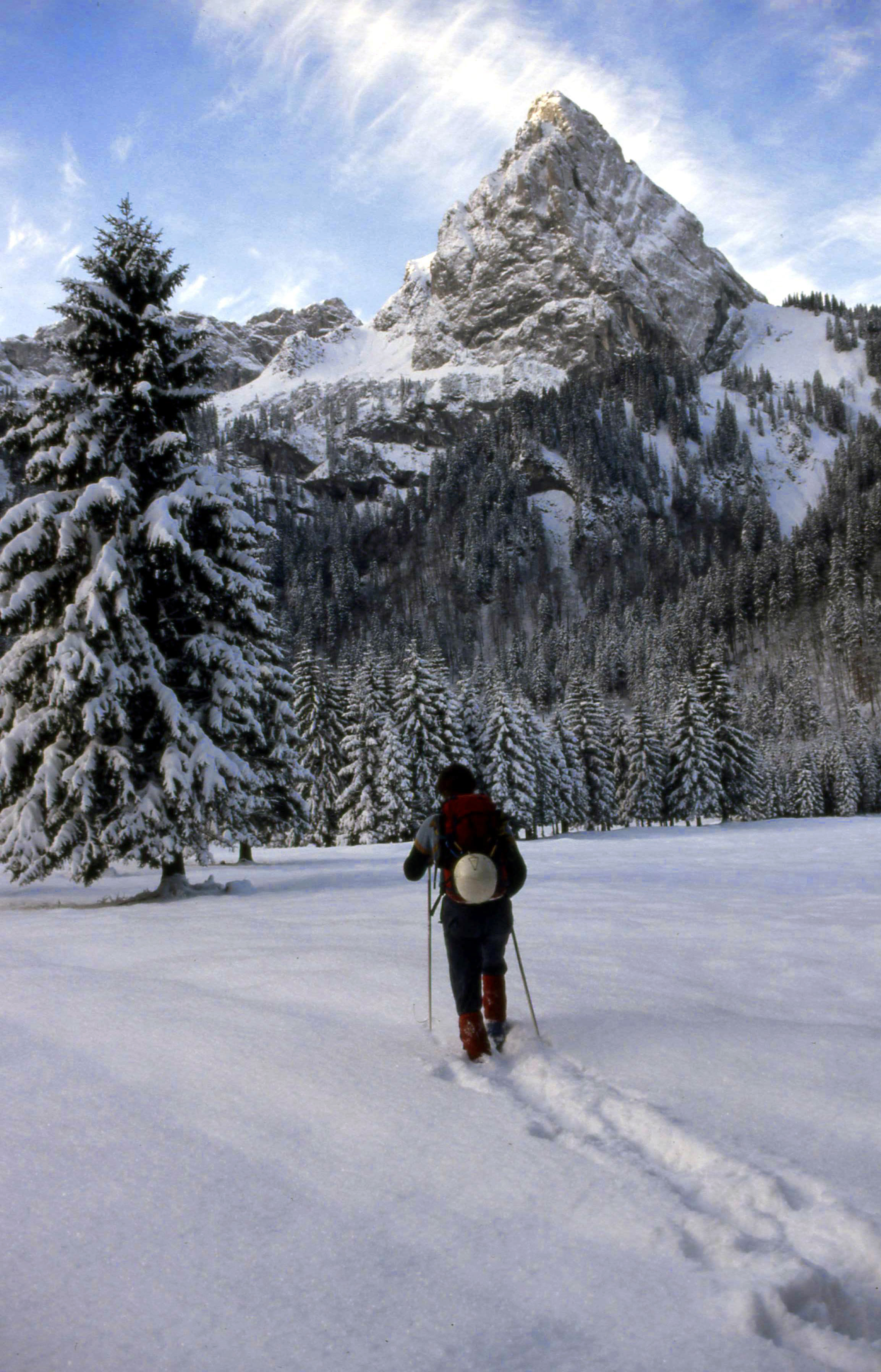

蓋瑟爾施泰因山（德語：Geiselstein），是德國的山峰，位於該國東南部，由巴伐利亞負責管轄，屬於阿爾高阿爾卑斯山脈的一部分，海拔高度1,882米，每年平均降雨量1,758毫米。